# Emil Kraft (Politiker, 1871)
Emil Kraft  (geboren 23. Oktober 1871 in Landeck, Westpreußen; gestorben 24. September 1943 in Auschwitz) war ein deutscher Holzkaufmann und Senator der Stadt Wunstorf.

## Leben
Kraft wurde als Sohn einer jüdischen Familie in dem  westpreußischen Dorf Landeck geboren. Durch seine Ausbildungsjahre im Holzhandel kam er 1896 nach Wunstorf, wo er Kompagnon in der Holzhandlung von Mendel Löwenstein wurde, die er ab April 1900 alleine weiterführte. Bis zum Ersten Weltkrieg konnte er das Geschäft zu einem überregionalen Holzhandel mit Filialen in Düsseldorf und Allenstein/Ostpreußen ausbauen. Trotz des Verlustes seiner Forstflächen nach Kriegsende expandierte das Unternehmen.
Er war verheiratet mit Elfriede Kraft geb. Freund, geboren 1874 im oberschlesischen Königshütte. Das Ehepaar hatte einen Sohn, Julius Kraft, geboren 1898, Hochschullehrer, der nach dem Entzug der Lehrerlaubnis durch die NS-Behörden in die Niederlande und die USA emigrierte; und eine Tochter, Flora, geboren 1900, die in Philosophie promovierte.

## Politisches und soziales Engagement
Kraft wurde als Mitglied der Deutschen Demokratischen Partei in der Kommunalpolitik politisch aktiv. Er war 1924 im Bürgervorsteher-Kollegium und wurde daraus als ehrenamtlicher Senator der Stadt Wunstorf gewählt. Kulturell, wirtschaftlich und politisch war Kraft bestens in Wunstorf integriert und genoss in der Stadt hohes Ansehen. Sein im Holzhandel erworbener Wohlstand erlaubte es ihm, sich vielfältig zum Nutzen der Stadt Wunstorf oder hilfsbedürftiger Bürger einzusetzen, durch Spenden, eine Stiftung oder zinslose Kredite. So  half er in beispielloser Weise vielen kleinen Bauherren im so genannten EPA-Viertel (Niedrigpreis-Kette von Karstadt), die Häuser in einfachster Bauweise im Billigsegment errichtet hatten. Durch die Weltwirtschaftskrise im Herbst 1929 standen sie kurz vor dem Verlust ihrer Häuser. Kraft lieh ihnen „in uneigennütziger Weise Geld zu extrem günstigen Bedingungen, so dass die Häuser des EPA-Viertels nicht den Besitzer wechseln mussten“. Es entstand der Name „Denemark“ für das Bauviertel, weil Kraft den' ne Mark und den' ne Mark gab.
Seine Frau Elfriede gründete den ersten nichtkirchlichen Kindergarten, der von der Stadt und nach dem Zweiten Weltkrieg in kirchliche Regie übernommen wurde.

## Verfolgung und Vernichtung
Nach der NS-Machtergreifung 1933 musste er seinen Sitz im Magistrat aufgeben und weitere politische Tätigkeit war ihm verwehrt. Er wurde öffentlicher Demütigung und Gewalt ausgesetzt. Bald machten sich die antisemitische Propaganda der Nationalsozialisten und die Boykottaufrufe der  Wunstorfer Zeitung unter deren Inhaber Theo Oppermann auch für Krafts Holzhandlung bemerkbar. Nach dem Boykotttag am 1. April 1933 nahm Oppermann für seine Zeitung keine Anzeigen seiner früheren jüdischen Kunden mehr an. Das erste Mal in seinem Leben sah sich Emil Kraft in Wunstorf Diskriminierung, Hetze und Gewalt ausgesetzt. Im Juli 1938 verkaufte Kraft seine Holzgroßhandlung an der Bahnhofstraße 61, um dem drohenden Ruin seines Geschäftes zu entkommen, an Fritz Hermsdorf, der das Goldene Parteiabzeichen trug. Er hatte sich – vergeblich – dessen Fürsprache erhofft.
Am 10. November 1938 wurde Kraft im Zuge des Pogroms in Wunstorf zusammen mit anderen von der Gestapo als vermögend eingestuften Juden in Schutzhaft genommen, nach Hannover ins Polizeigefängnis gebracht, am 11. November als sogenannter Aktionsjude per Reichsbahnsonderzug ins KZ Buchenwald deportiert und dort sadistisch gequält.  Am 25. November körperlich und seelisch schwer traumatisiert aus der Haft in Buchenwald entlassen, kam er ins Israelitische Krankenhaus in Hannover. Angesichts der auferlegten „Sühneleistungen“ und verschärfter Arisierung floh er Anfang März 1939 mit seiner Frau Frieda in die Niederlande, völlig mittellos. Nachdem das Ehepaar zunächst in Amsterdam untertauchen konnten, wurde 1942 Emil Kraft von der Gestapo gefasst und sollte mit einem LKW ins Durchgangslager Westerbork bei Amersfoort gebracht werden. Dies konnte die Familie Knigge/Kaiser, die auch in Amsterdam lebte, verhindern, indem sie sich bei einem zur Bewachung eingesetzten Wehrmachtsoffizier für Kraft verwendete. Bei der nächsten Verhaftung des 70-Jährigen gelang dieses jedoch nicht mehr, und Kraft wurde über Westerbork nach Auschwitz deportiert und dort am 24. September 1943 ermordet. Elfriede Kraft konnte nach den Erlebnissen ihres Mannes in Buchenwald seine erneute Verschleppung seelisch nicht verkraften und stürzte sich von einem Amsterdamer Balkon.

## Würdigung
1952 wurde Emil Kraft durch den Straßennamen Senator-Kraft-Straße in der Nordstadt Wunstorfs gewürdigt.